# Hasel (Baden)
Hasel ist eine Gemeinde im Landkreis Lörrach in Baden-Württemberg. Die Gemeinde ist der Vereinbarten Verwaltungsgemeinschaft der Stadt Schopfheim angeschlossen.

## Geographie
Hasel liegt am Südrand des Schwarzwalds im Haseltal zwischen den Tälern der Wiese und der Wehra.

### Nachbargemeinden
Die Gemeinde grenzt im Süden an die Stadt Wehr im Landkreis Waldshut und ist ansonsten vom Gebiet der Stadt Schopfheim umgeben.

### Gemeindegliederung
Zur Gemeinde Hasel gehören die Dörfer Hasel und Glashütten und die Häuser Altmatt und Bahnstation Hasel. Im Gemeindegebiet liegt die Wüstung Eichenbrunnenhof.

## Geologie
Südlich Kandern verbreitert sich die Vorbergzone des Schwarzwaldes in die Schopfheimer Bucht, die das Weitenauer Bergland, das vordere Wiesental und den Dinkelberg umfasst. Eine W-O verlaufende Verwerfung von Kandern bis Raitbach, die Schwarzwaldsüdrandverwerfung, grenzt diese Bucht im Norden gegen den Grundgebirgsschwarzwald ab. Die Ostbegrenzung bildet die N-S streichende Bruchzone von Wehr, in der mehrere etwa parallel verlaufende Verwerfungen den Anstieg zum kristallinen Hotzenwald vermitteln.
In der Schopfheimer Bucht haben sich Schichten des Deckgebirges erhalten, die beim Aufsteigen des Schwarzwaldes auf dessen Höhen weitgehend abgetragen wurden. In der Nordostecke dieser Bucht, im Bruchschollenfeld von Hasel, sind diese Schichten, Oberrotliegendes, Zechstein (Wiesentalformation), Buntsandstein, Muschelkalk und Keuper in viele kleinflächige, durch Verwerfungen abgegrenzte und vertikal gegeneinander verstellte Schollen zerbrochen. Der Wetschberg ist beispielsweise in eine staffelförmig ansteigende Folge von Rotliegend-Zechstein-Buntsandstein-Tranchen zerlegt. Die starke Zerstückelung erklärt sich aus der Vergitterung der Schwarzwaldsüdrandverwerfung mit den Störungen der Bruchzone von Wehr und der hier ihren Ausgang nehmenden Vorwaldstörung, welche die SW-Ecke des Hotzenwalds absenkt.
Westlich und südlich des Dorfes ist die (am Hummelberg und im Kessel noch mit Keuper bedeckte) Muschelkalktafel des Dinkelbergs tektonisch weniger in Mitleidenschaft gezogen. Aber auch die Bänke und Platten des Oberen Muschelkalks blieben nicht unversehrt und bieten so ober- und unterirdisch der Korrosion und Erosion vielfältig Angriffspunkte. So erklärt sich die Häufung von Dolinen auf der Gemarkung Hasel und die Bildung unterirdischer Hohlräume unterschiedlicher Größe (kleine Fließpfade, große Höhlen). Wo diese Hohlräume einstürzen, entstehen Einsturzdolinen, wobei auch die Auslaugung des Anhydrids und des Kochsalzes im Mittleren Muschelkalk an deren Entstehung beteiligt sein kann. Die oberirdisch erfolgende Kalklösung kann ebenfalls zur Ausformung von Dolinen (Lösungsdolinen) führen. Eine Sehenswürdigkeit ist die Dolinenlandschaft links und rechts des Sträßchens Hasel-Kürnberg. Auch die B 518 führt durch ein eindrucksvolles Dolinenfeld. Im Geotop-Kataster des LGRB wird auf die Doline im Entengraben nahe der Hauptstraße hingewiesen. Im Ort hatte das Einsinken von Karsthohlräumen immer wieder beträchtliche Gebäudeschäden zur Folge.
Der Entengraben ist eines der vielen Trockentäler des Dinkelbergs. Da das Versickern der Niederschläge im rissig-klüftigen Oberen Muschelkalk die Entstehung von dauerhaften Fließgewässern und damit von Tälern verhindert, müssen diese in der letzten Kaltzeit entstanden sein, als der verkarstete Untergrund durch Permafrost abgedichtet war.
Im Entengraben versickert der Schammernbach. Auch der Haselbach verliert im Dorfbereich an mehreren Stellen Wasser. Diese beiden Bäche speisen neben anderen in Bachschwinden versinkenden Gewässern (Wilsbach u. a.) auf unterirdischem Wege den Höhlenbach der Erdmannshöhle, dessen Wasser im Haseltal bei den Wehrer Brunnen teilweise wieder zutage tritt.
Die Erdmannshöhle ist eine typische Durchlaufhöhle in den Bänken des Oberen Muschelkalks. Die an Schichtfugen und Klüften ansetzende Korrosion und Erosion hat hier Hohlräume geschaffen, in denen die für eine Tropfsteinhöhle charakteristischen Sinterbildungen entstanden sind. Der Höhlenbach fließt heute in der Tiefe. Trocken gefallene Bachläufe in höheren Niveaus lassen sich noch erkennen.
Ein Großteil des Dorfes liegt auf den Schottern, die der Haselbach nach seinem Austritt aus dem Grundgebirge bereits im Eiszeitalter abgelagert und in die er nacheiszeitlich sein heutiges Bett eingetieft hat. Älter, wohl aus der vorletzten Kaltzeit stammend, sind die Schotter, die auf dem Rücken des Kaumbergs und noch weiter nördlich lagern.
Der bewaldete Gemarkungsteil im N und O befindet sich großenteils im Grundgebirgsschwarzwald. Wir treffen hier auf den Malsburggranit, der unmittelbar, durch Verwerfungen abgegrenzt, an die Sedimente der Schopfheimer Bucht stößt, zum andern auf den Mambachgranit, der weiter nordöstlich anschließt, Glashütten umgibt und südwärts vom Klingenberg bis zu den Mettlenhöfen den Untergrund bildet.
Der Malsburggranit ist ein fein- bis grobkörniger heller grauer Granit mit reichlich dunklem Glimmer (Biotit) und kann auch rötliche oder bräunliche Farbe annehmen. Er ist vor etwa 346-327 Mio. Jahren als Pluton in ältere Gesteine des variszischen Gebirges aufgedrungen und erst später durch die Erosion freigelegt worden. Der Pluton des Mambachgranites (Syntexit von Mambach) ist etwas älter. Auch er ist hellgrau, fein bis mittelkörnig, zum Teil gneisähnlich mit wenig hellem Glimmer und schwankendem Anteil von dunklem Glimmer.

## Geschichte
Hasel wurde erstmals in einer Urkunde des Klosters St. Gallen aus dem Jahre 821 als Hasalaho erwähnt. Verschiedene geistliche und weltliche Herrschaften hatten Rechte in dem Dorf, bis es 1503 zur Markgrafschaft Baden kam.

## Politik

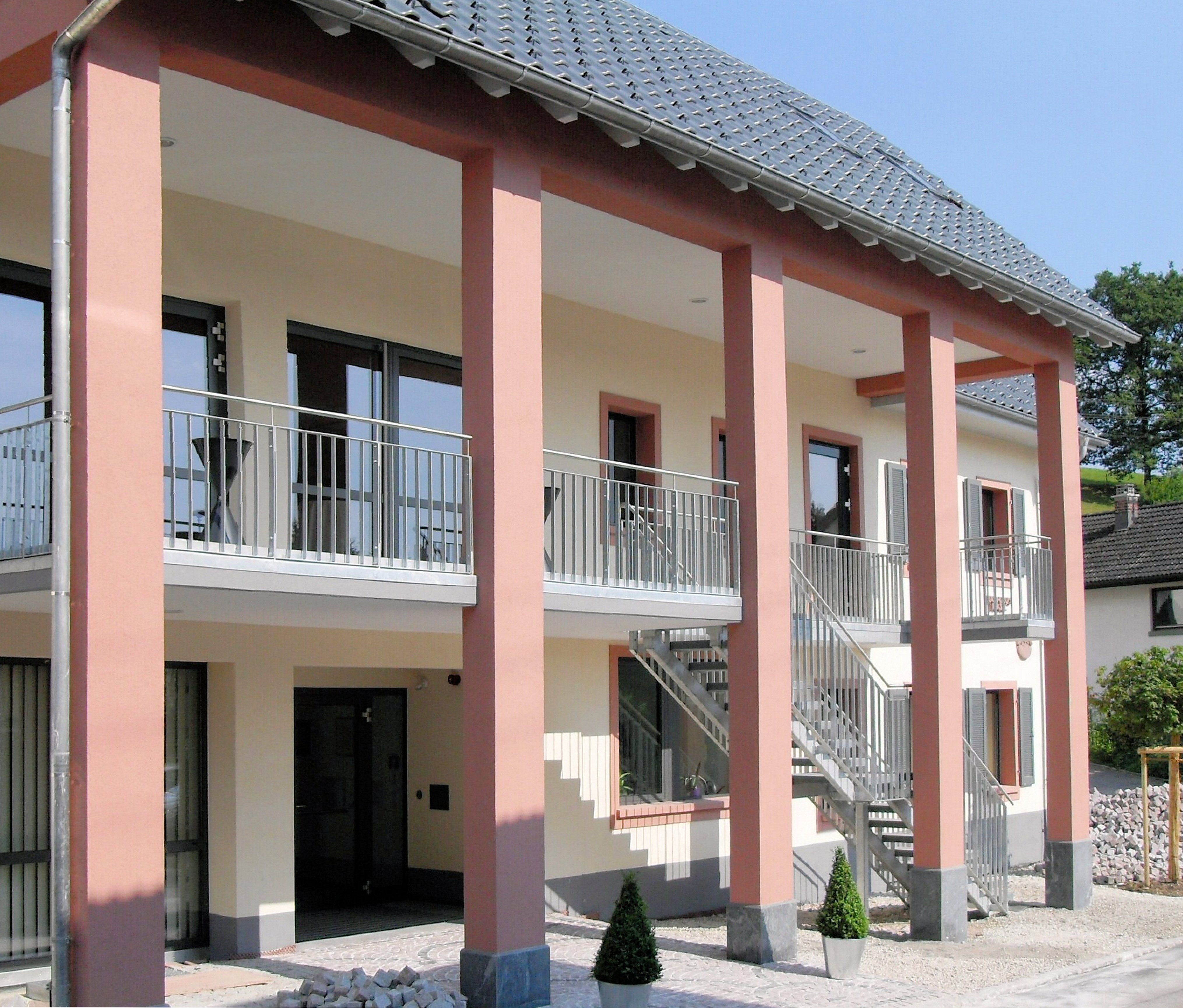
Rathaus Hasel

### Gemeinderat
Der Gemeinderat in Hasel besteht aus den gewählten 10 ehrenamtlichen Gemeinderäten und dem Bürgermeister als Vorsitzendem. Der Bürgermeister ist im Gemeinderat stimmberechtigt. Bei der Kommunalwahl am 9. Juni 2024 wurde der Gemeinderat durch Mehrheitswahl gewählt.  Mehrheitswahl findet statt, wenn kein oder nur ein Wahlvorschlag (Bürgerliste Hermaringen) eingereicht wurde. Die Bewerber mit den höchsten Stimmenzahlen sind dann gewählt. Die Wahlbeteiligung lag bei 64,87 % (2019: 61,3 %).

### Verwaltung
Die Gemeinde Hasel gehört seit Februar 1971 der Vereinbarten Verwaltungsgemeinschaft der Stadt Schopfheim an.

### Bürgermeister
Bürgermeister ist seit 2023 Frank-Michael Littwin (CDU). Am 2. Oktober 2022 wurde Littwin, der zuvor Ortsvorsteher des Rheinfelder Ortsteils Herten war, mit 82,5 Prozent der Stimmen gewählt. Er folgte Helmut Kima nach, der von 1999 bis 2023 amtierte. Bei der Bürgermeisterwahl 2022 trat Klima nicht erneut an.

### Wappen
Blasonierung: „In Silber auf grünem Dreiberg ein grüner Haselstrauch.“ Das Wappen basiert auf einem alten Gemeindesiegel und wurde 1903 vom Generallandesarchiv Karlsruhe vorgeschlagen, aber erst in den 1930er Jahren von der Gemeinde angenommen. Das Wappenbild bezieht sich auf den althochdeutschen Ortsnamen Hasalaho, wobei hasal auf einen Ort mit vielen Haselsträuchern deutet.

## Kultur und Sehenswürdigkeiten

### Naturdenkmäler
Die Erdmannshöhle in Hasel ist eine der ältesten Tropfsteinhöhlen Deutschlands. Ihre Gesamtlänge beträgt mehr als zwei Kilometer, der für Besucher zugängliche Teil ist 360 Meter lang. In der Tropfsteinhöhle befindet sich unter anderem einer der größten und ältesten Tropfsteine Deutschlands, der über vier Meter hoch und am Fuß über zwei Meter dick ist. Sein Alter wird auf mehr als 135.000 Jahre geschätzt. Der Name Erdmannshöhle geht auf die sagenhaften Erdmännchen und Erdweibchen zurück, die einst hier gelebt haben sollen und ihren Platz in zahlreichen Sagen und Geschichten (u. a. des Heimatdichters Johann Peter Hebel) gefunden haben.

### Baudenkmäler
Die Evangelische Kirche Hasel wurde im Jahr 1779 errichtet. Aus einem bereits 1275 urkundlich belegten Vorgängerbau stammt ein Taufstein, der auf 1627 datiert ist.

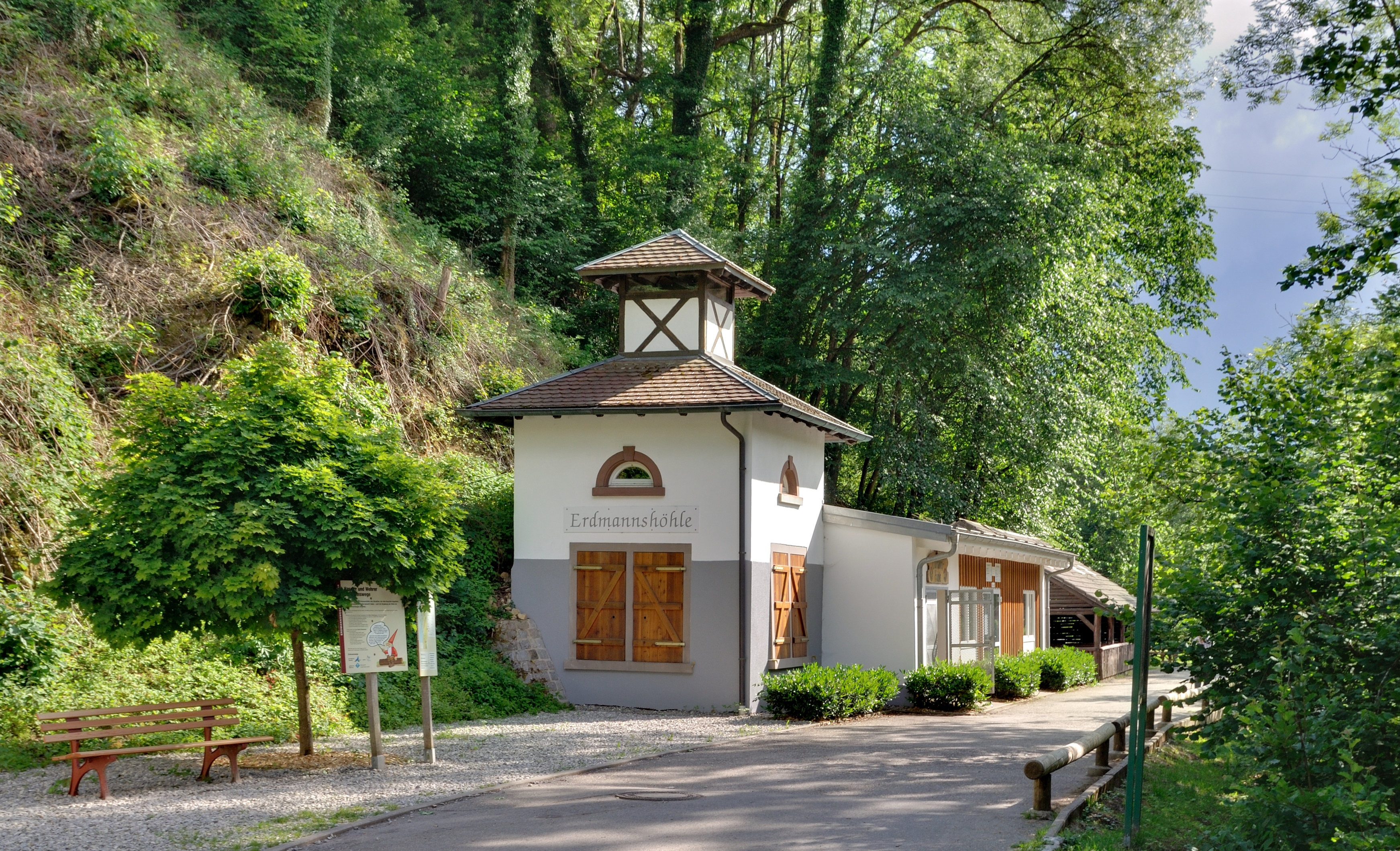
Erdmannshöhle
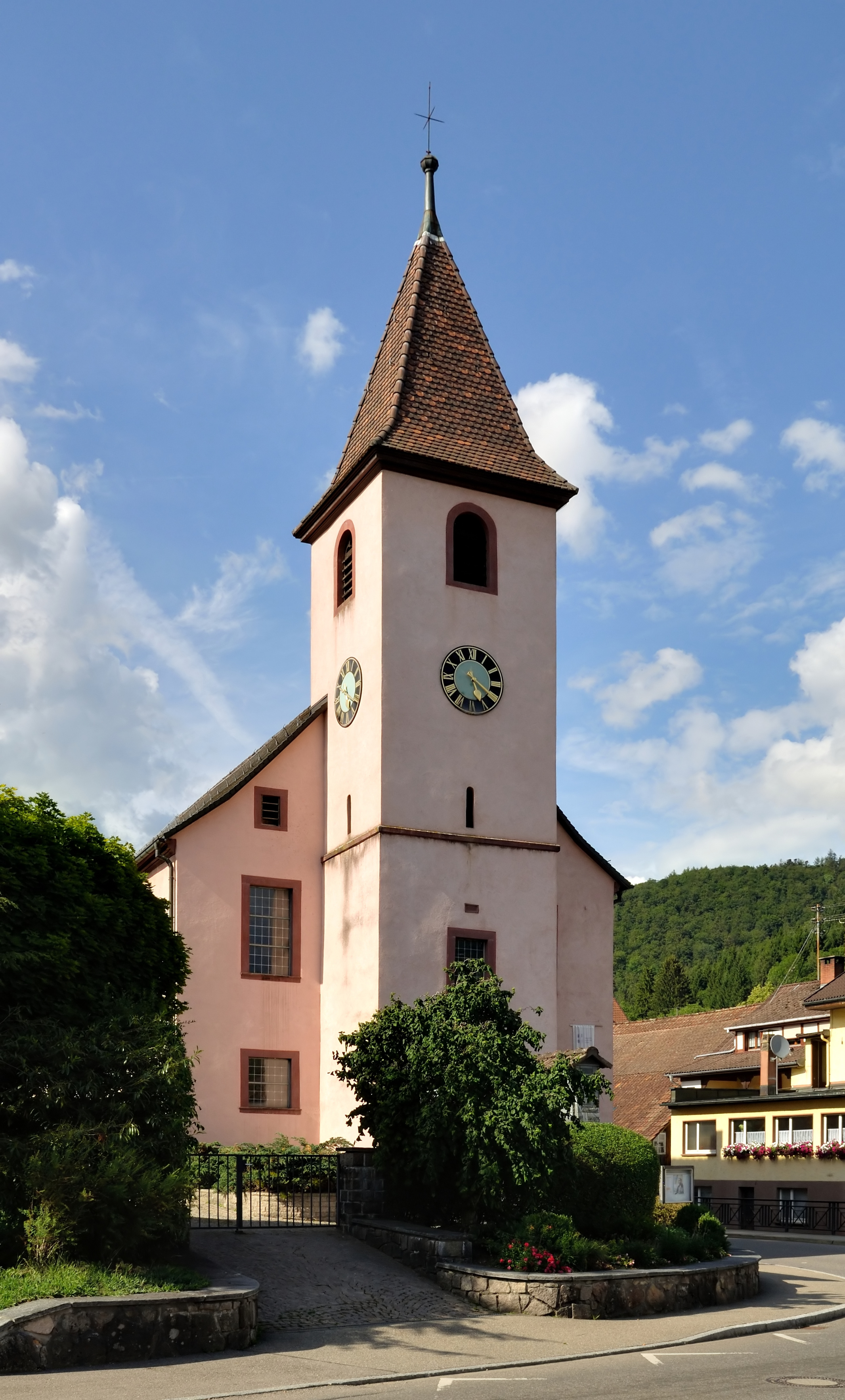
Evangelische Kirche

### Kunst
Das 1981 von Peter Grüninger gegründete Kunstforum Hasel brachte bisher über 300 Ausstellungen regionaler, überregionaler und internationaler Kunstschaffender nach Hasel. Der Sitz des Kunstforums befindet sich seit 1998 im Hotel Erdmannshöhle.

## Wirtschaft und Infrastruktur

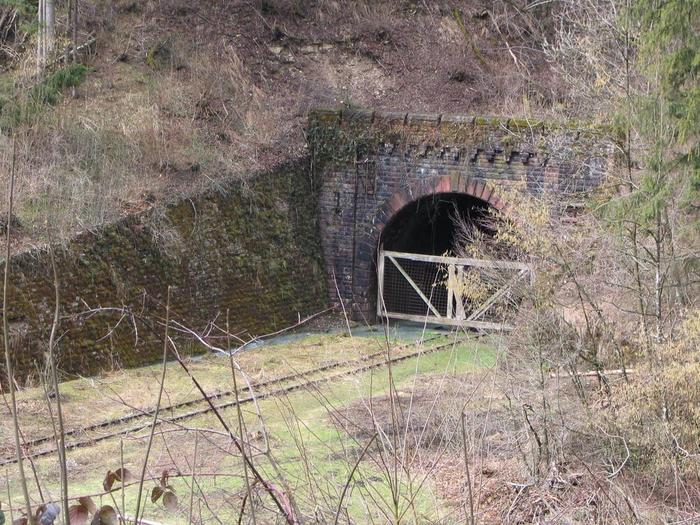
Ostportal des Fahrnauer Tunnels in Hasel

### Wirtschaft
Es gibt Landwirtschaft, Gewerbe, eine Gaststätte und dank der Höhle etwas Tourismus in Hasel.

### Verkehr
Der Ort war über die Wehratalbahn (Schopfheim – Bad Säckingen), auf der 1971 der Reisezugverkehr eingestellt wurde, an das Schienennetz angebunden. Derzeit wird eine Reaktivierung der Strecke geplant. Hasel verfügt über eine gute Anbindung an den Busverkehr Bad Säckingen–Schopfheim.
Einen knappen Kilometer südlich von Hasel verläuft die Bundesstraße 518, welche nach Süden die Anbindung an Wehr und Schwörstadt, nach Westen über die Eichener Höhe nach Schopfheim bietet.
Durch eine Alltagsroute aus dem Radnetz Baden-Württemberg ist Hasel mit Schopfheim und über Wehr mit Bad Säckingen verbunden.

### Bildung
Hasel verfügt über einen evangelischen Kindergarten und eine Grundschule. Weiterführende Schulen gibt es im vier Kilometer entfernten Wehr (Realschule) und im sieben Kilometer entfernten Schopfheim (Gymnasium). Mit dem Gruppenhaus Begegnungsbahnhof im ehemaligen Bahnhof verfügt die Gemeinde über eine Art Schullandheim das von einem privaten Förderverein Begegnungsbahnhof Hasel e. V. getragen wird.

## Persönlichkeiten
- Karl Geiger (* 1959), Unternehmer und Rennfahrer